# Bandeira da Dakota do Sul

Bandeira da Dakota do Sul

A bandeira da Dakota do Sul representa o estado com um espaço em azul celeste junto com uma versão (em azul marinho em branco) do selo do estado no centro, envolvido por triângulos dourados representando os raios do sol, circundados pelas inscrições em letras douradas e maiúsculas sans-serif "SOUTH DAKOTA" no alto e "THE MOUNT RUSHMORE STATE" (o cognome do estado) mais abaixo.
De acordo com uma avaliação da Associação Vexilológica Norte-americana, a bandeira da Dakota do Sul era uma das mais pobres na qualidade do desenho dentre as bandeiras dos estado do Canadá e Estados Unidos.